# Raphael Maitimo
Raphael Maitimo, né le 17 mars 1984 à Rotterdam aux Pays-Bas, est un footballeur international indonésien. Il évolue au poste de milieu.

## Biographie

### Carrière en équipe nationale
Raphael Maitimo joue son premier match en équipe nationale le 25 novembre 2012 lors d'un match de l'AFF Suzuki Cup 2012 contre le Laos, où il marque son premier but en sélection durant cette rencontre (2-2).
Au total, il compte 21 sélections officielles et 4 buts en équipe d'Indonésie depuis 2012.

## Statistiques

### Buts en sélection
Le tableau suivant liste les résultats de tous les buts inscrits par Raphael Maitimo avec l'équipe d'Indonésie.